# سوزان هيدبيرغ
سوزان هيدبيرغ (بالسويدية: Susanne Hedberg)‏ (26 يونيو 1972 بالسويد - ) هي لاعبة كرة قدم سويدية في مركز الوسط. شاركت مع منتخب السويد لكرة القدم للسيدات. أما مع النوادي، فقد لعبت مع Gideonsbergs IF ‏ وSunnanå SK ‏.

## وصلات خارجية
- سوزان هيدبيرغ على موقع الاتحاد الدولي (مؤرشف)  (الإنجليزية)
- سوزان هيدبيرغ على موقع قاعدة بيانات كرة القدم.إي يو (الإنجليزية)